# 松下興産
松下興産株式会社（まつしたこうさん）は、かつて存在した日本の不動産会社、デベロッパーである。大阪市を拠点に、オフィスビルやリゾートホテル、住宅地の開発や「ロジュマン」ブランドのマンション分譲などを行っていた。
松下家の資産管理会社という側面があったこともあり、松下グループに属した。バブル期の過剰投資が重荷になり2005年に経営破綻、新旧分離による整理・再建の過程で清算され、旧松下興産の採算部門についてはMID都市開発に事業譲渡した。

## 概要

### 創業期
松下家の直営企業として1952年（昭和27年）12月に設立され、1956年（昭和31年）には初めての倉庫事業を大阪市東区において開始し、次いで駐車場事業にも進出した。1962年（昭和37年）には初の戸建開発事業として宝塚市に「花屋敷荘園住宅地」の販売を開始、1964年（昭和39年）には初の大規模開発事業として草津市に「草津工業団地」の開発を開始した。
不動産管理と共に松下電器や松下電工の株式を大量に保有するようになるなど、松下グループの資産運営会社としての役目も持つようになった。松下興産の社長は、1983年（昭和58年）に至るまで松下グループの創業者である松下幸之助本人が務めていた。

### バブル期
当初は不動産の管理など堅実な経営を行っていたが、バブル期に松下正治の長女（松下幸之助の孫）の夫で浦和土木工業創業者の息子でもある関根恒雄に代替わりすると、それまで中規模のオフィスビル・マンション開発から、大規模開発へと事業内容が変貌した。コクドとの合弁によるホテル部門への進出や、妙高パインバレー、マウントレースイ、和歌山マリーナシティといった広大なリゾート開発にのめり込み、1988年にはゴールドコーストのホテルを全日空ホテルズから買収しロイヤルパインズリゾートとした。

### 経営破綻
バブル期に行われた過剰投資から、一時期は1兆円近くの有利子負債を抱えるに至り、経営危機に陥った。当時はビル部門を大和ハウス工業へ売却するという事実上の身売りが計画されたものの、松下家を中心とする当時の経営陣が同意せず実現しなかった。
松下興産はその後、優良不動産の売却を進め、1999年（平成11年）には住友銀行と松下グループ・松下電器から1,500億円規模の支援を受けることによって一時的に経営危機を脱した。
しかし、同年10月に同社最後のホテル開発として関根の出身地に開業した浦和センチュリーシティとそのテナントである浦和ロイヤルパインズホテルの投資が重荷となり、長期借入金負担が一掃されなかった。2004年（平成16年）に不動産売却損が積もり上がる形で有利子負債額約7700億円、約1400億円の債務超過となり、再び経営危機に陥った。当時の日経新聞の報道などによると、この際には大和ハウス工業など数社に売却を打診したものの条件面で折り合わず、松下興産は自主再建を目指すこととなった。

### 新旧分離方式による分割・清算
松下家や松下電器が減資に応じる一方、三井住友銀行などが1000億円以上の債権放棄、アメリカの投資ファンドであるエートス・キャピタル （Aetos Capital）が優先株を引き受けるなどが行われた。
この過程では新旧分離方式が採用され、松下興産の事業のうち採算事業と不採算事業が切り離された。マンション分譲を中心とした住宅開発などの採算事業についてはMID都市開発（和歌山ロイヤルパインズから商号変更）に分割された。MID都市開発は後に関西電力に買収され「かんでんグループ」となったが、2016年4月1日付で関西電力の子会社である関電不動産に吸収合併され、現在の関電不動産開発へと社名を改め法人格は消滅した。
一方、不採算の観光事業のみが残された松下興産は2005年4月に豊秀興産株式会社へ商号を変更。2005年9月30日の株主総会において解散を決議し、大阪地方裁判所より特別清算手続き開始決定を受けた。負債総額は約1500億円。

## 主な開発物件
マンション・住宅地
- 花屋敷荘園住宅地 （兵庫県宝塚市） - 1962年（昭和37年）販売開始
- 摂津マンション （大阪府高槻市） - 1965年（昭和40年）販売開始
- 草津パナタウン桜ヶ丘 （滋賀県草津市） - 1973年（昭和48年）販売開始
- 鎌倉ロジュマン （神奈川県鎌倉市） - 1976年（昭和51年）販売開始
- 多賀城ロジュマン （宮城県多賀城市） - 1977年（昭和52年）販売開始
- 北六甲台住宅地 （兵庫県西宮市） - 1980年代前半頃販売開始
- 新富谷ガーデンシティ （宮城県富谷町） - 1990年（平成2年）開発開始、1995年（平成7年）分譲開始

オフィスビル
- 京橋ナショナルビル（現パナソニック大阪京橋ビル） - 1974年（昭和49年）竣工
- 御成門ビル （現東京パナソニックビル1号館） - 1975年（昭和50年）竣工
- TWIN21 - 1986年（昭和61年）竣工
- 松下IMPビル - 1990年（平成2年）竣工

ホテル・リゾート
- ロイヤルパインズ - 松下興産が開発したホテル・リゾートの運営会社。2004年にエートス・キャピタルへ売却した事に伴い、MIDとの資本関係は無い。
  - アパリゾート妙高パインバレー - 1988年にコクドと合弁で「妙高パインバレー/妙高パインバレープリンスホテル」として開業、2005年にコクド解体に伴うリストラによりアパグループへ売却。
  - 和歌山マリーナシティ
  - 守口ロイヤルパインズホテル - 西武グループの守口プリンスホテルから事業継承。松下グループの企業城下町である守口市駅前に所在していた。2012年にアゴーラ・ホスピタリティー・グループが運営する『ホテル・アゴーラ大阪守口』へリブランドされた。
  - 浦和ロイヤルパインズホテル - 埼玉県浦和市旧市庁舎跡地再開発事業として竣工した浦和センチュリーシティの核テナント。松下興産のホテル・リゾート物件としては最後発となる。
  - ロイヤルパインズリゾート - コクドとの合弁でオーストラリア・ゴールドコーストにて「ロイヤルパインズリゾート・ゴールドコーストプリンスホテル」として開業。2000年3月末にプリンスホテルの合弁が解消された。
  - 白浜エネルギーランド
- マウントレースイ（夕張市）

商業施設
- イオン津田沼ショッピングセンター - 2003年（平成15年）竣工。松下興産としては最後発の開発物件。

## 提供番組
- ナショナル劇場（1987年ごろ〜2003年）※松下グループの経費削減などによるもの。